# Braceville, Illinois
Braceville là một làng thuộc quận Grundy, tiểu bang Illinois, Hoa Kỳ. Năm 2010, dân số của làng này là 793 người.

## Dân số
Dân số qua các năm:
- Năm 2000: 792 người.
- Năm 2010: 793 người.